# کنوین جونز
کنوین جوئل جونز (انگلیسی: Kenwyne Joel Jones؛ زادهٔ ۵ اکتبر ۱۹۸۴) بازیکن فوتبال سابق اهل ترینیداد و توباگو است.
وی همچنین در تیم ملی فوتبال ترینیداد و توباگو بازی کرده‌است.

## افتخارات

### باشگاهی
استوک سیتی
- جام حذفی فوتبال انگلستان: نایب قهرمان ۲۰۱۱

بورنموث
- چمپیونشیپ: ۱۵–۲۰۱۴